# Világosvár
Világosvár egy mára teljesen elpusztult Árpád-kori erősség Gyöngyöstarján közelében. A várat a faluból a zöld háromszög jelzésen lehet megközelíteni.

## Fekvése
A vár a Gyöngyöstarjántól északnyugatra fekvő 709 méter magas Világos-hegy csúcsán épült. Északon a Tót-hegyestől egy nyereg választja el, a többi három oldalról környezete fölé 250 méterrel emelkedő meredek lejtők határolják. A hegy csúcsáról minden irányban kiválóan belátható a környék.

## Története
A vár az írott forrásokban nem szerepel. Építését korábban az őskorra illetve a népvándorlás korára tették, de mai vélemények szerint ennél később, az Árpád-kor második felében használhatták. Építése és pusztulása időpontjáról ennél pontosabb információt nem tudunk. Építtetője feltehetően a környéken birtokos Aba nemzetség Tarjáni ága lehetett.

## Kutatása
A vár első említője Könyöki József, aki Nagy Gézával 1905-ben kiadott várlistáján szerepeltette. 1909-ben Bartalos Gyula "ősvárként" említette, Pásztor József pedig 1911-es, 1928-as és 1933-as munkájában is felsorolta. Barcza Imre és Vigyázó János 1930-as útikalauzában írt a vár korábbi, 1717-es említéséről. Gerő László 1968-ban avarsáncnak, Csorba Csaba 1977-ben őskori sáncoknak nevezte az erődítést. Az 1980-as évek első felében Dénes József és Skerletz Iván mérte fel a várat. Ekkor kis számú, Árpád-korra datálható apró kerámiatöredékek és paticsdarabok kerültek elő.
Régészeti feltárás a várban nem történt.

## Leírása
A vár védett területe 0,24 hektár, külső védműveivel 0,4 hektár. Négy részből áll: felső várához három elővár csatlakozik.
A felső vár ovális alakú, 48 x 16 méter kiterjedésű, felszíne a szikláig lepusztult, területét fű és néhány bokor borítja. Déli részén sziklába vágott helyiségek nyomai fedezhetőek fel. Három oldalról szakadék övezi, délről egy 6 méter széles félköríves árok választja el a tőle délkeletre fekvő, 20 méter hosszú, trapéz alakú második várrésztől. Ezt egy újabb 6 méter széles árok különíti el a 20 x 25 méter kiterjedésű harmadik résztől, majd egy 4 méter széles árok után következik a fokozatosan elkeskenyedő, 65 méter hosszú negyedik rész. Ebben az árokban egy 1 méteres szikla található, ami talán az árok befejezetlenségének jele, talán a két várrész közti közlekedés megkönnyítésében volt szerepe.
Az alsó három várrészt ma erdő borítja, nyugatról pedig egy 12,5 méter széles terasz csatlakozik hozzájuk. A terasz szikla felőli szélén habarcsos falmaradványok kerültek elő. Ez alapján feltételezhető, hogy a terasz helyén eredetileg szintén árok lehetett, ám később azt feltöltötték így növelve a vár fallal védett területét. A negyedik várrészt kelet felől is egy hasonló, 4 méter széles terasz kíséri.